# Andrea Moda Formula
Andrea Moda Formula je nekdanje italijansko moštvo Formule 1, ki ga je ustanovil Andrea Sassetti in je v prvenstvu sodelovalo v sezoni 1992. Roberto Moreno se je enkrat uspel kvalificirati na dirko na Veliki nagradi Monaka, toda med dirko je odstopil. 
Moštvo je bilo izključeno iz prvenstva F1, ker so škodovali ugledu športa. Od takrat naprej so v FIA uvedli polog v višini 12 milijonov dolarjev, za vsako novo moštvo, ki ob koncu sezone dobi denar povrnjen.

## Najslabše moštvo F1
Na predkvalifikacijah za veliko nagrado Španije, je mošvo uprizorilo enega najkrajših nastopov na VN kadarkoli. Mehaniki so vse iz boksov pa do izhoda iz boksov porivali avto, tako da je uradno naredil celih 18m po stezi. Nesrečni voznik v bolidu je bil Perry McCarthy, bolj znan kot prvi "Stig" v angleški avtomobilistični seriji Top Gear.

## Popoln pregled rezultatov
(legenda) (odebeljene dirke pomenijo najboljši štartni položaj)
| Leto | Šasija                           | Motor       | Gume | Dirkači          | 1   | 2   | 3    | 4    | 5    | 6    | 7    | 8   | 9    | 10   | 11   | 12  | 13  | 14  | 15  | 16  | Toč | Prv |
| ---- | -------------------------------- | ----------- | ---- | ---------------- | --- | --- | ---- | ---- | ---- | ---- | ---- | --- | ---- | ---- | ---- | --- | --- | --- | --- | --- | --- | --- |
| 1992 | Andrea Moda C4B Andrea Moda S921 | Judd GV V10 | G    |                  | JAR | MEH | BRA  | ŠPA  | SMR  | MON  | KAN  | FRA | VB   | NEM  | MAD  | BEL | ITA | POR | JAP | AVS | 0   | NC  |
| 1992 | Andrea Moda C4B Andrea Moda S921 | Judd GV V10 | G    | Alex Caffi       | DNP | DNP |      |      |      |      |      |     |      |      |      |     |     |     |     |     | 0   | NC  |
| 1992 | Andrea Moda C4B Andrea Moda S921 | Judd GV V10 | G    | Enrico Bertaggia | DNP | DNP |      |      |      |      |      |     |      |      |      |     |     |     |     |     | 0   | NC  |
| 1992 | Andrea Moda C4B Andrea Moda S921 | Judd GV V10 | G    | Roberto Moreno   |     |     | DNPQ | DNPQ | DNPQ | Ret  | DNPQ | DNA | DNPQ | DNPQ | DNQ  | DNQ | DNP |     |     |     | 0   | NC  |
| 1992 | Andrea Moda C4B Andrea Moda S921 | Judd GV V10 | G    | Perry McCarthy   |     |     | DNP  | DNPQ | DNPQ | DNPQ | DNP  | DNA | DNPQ | EX   | DNPQ | DNQ | DNP |     |     |     | 0   | NC  |